# Asociación Civil Deportivo Lara
La Asociación Civil Deportivo Lara, conocido como ACD Lara, fue un club de fútbol profesional venezolano que tiene sede en Barquisimeto, Estado Lara. Desde 2023, el club se encuentra en receso de actividades debido a las deudas económicas que arrastra desde hace varios años. Antes de su desafiliación, jugaba en la Primera División de Venezuela y disputaba sus partidos como local en el Estadio Farid Richa, utilizando en algunas ocasiones como sede alterna el Estadio Metropolitano de Lara.
Fue fundado el 2 de julio de 2009 para mantener al Estado Lara con un representante en Primera División tras la desaparición de Guaros Fútbol Club por problemas financieros.
Es uno de los cuatro equipos que ha logrado ganar la Primera División Venezolana saliendo victorioso en ambos torneos cortos, siendo el equipo que más puntos ha alcanzado en una temporada, cuando obtuvo 83 puntos en la temporada 2011-2012, bajo el mando de Eduardo Saragó y la ayuda de jugadores con recorrido en la selección nacional de Venezuela como Miguel Mea Vitali, José Manuel Rey y Rafael Castellín.
El 1 de marzo de 2018 en el primer partido por la Copa Libertadores 2018 lograría vencer al máximo ganador de la competición y el vigente campeón de la Copa Sudamericana 2017 en ese momento el Club Atlético Independiente por 1-0 con gol de Carlos José Sierra.
El 15 de febrero de 2023, la Federación Venezolana de Fútbol lo desafilió de la misma y retiró a sus equipos de las distintas competencias en las que participaba.

## Historia
Fue fundado originalmente como Club Deportivo Lara el 2 de julio de 2009. La nueva directiva apostó por el fútbol en el Estado Lara y se creó este equipo bajo el lema de Cree en Lara de la mano del director técnico Carlos Eduardo Hernández y de un grupo de fanáticos que lucharon por la permanencia de un club larense en la máxima categoría; se realizó la presentación del equipo en las canchas deportivas de una zona conocida de la ciudad crepuscular.
El equipo en su primer año logra permanecer entre los cuatro primeros de la clasificación general acumulada, solo por detrás del Caracas FC, el Deportivo Táchira y el anteriormente conocido Deportivo Italia; siendo este último el más perjudicado, puesto que en las últimas fechas del Apertura y Clausura vio cercenada su aspiración al título en manos del cuadro rojinegro.

### Debut internacional
El 9 de mayo de 2010 el equipo sella su pase a la Copa Sudamericana 2010, luego de quedar en el 4° lugar en la temporada 2009/10 de primera división, y así tras 44 años, llevar nuevamente un torneo internacional a tierras larenses luego de que lo hiciera el Lara FC en el año 1966, aunque aquella vez en Copa Libertadores.
El equipo disputó su partido de ida como local el 17 de agosto contra el Independiente Santa Fe de Colombia en el Estadio Metropolitano de Lara con resultado favorable para los locales con marcador de 2:0, los goles del conjunto rojinegro fueron obra del larense Aquiles Ocanto y del colombiano Mauricio Chalar. El partido de vuelta se realizó en El Campín de Bogotá casa del Santa Fe el jueves 26 de agosto. Allí, el club no pudo conservar su ventaja inicial y cayó con marcador de 4:0 quedando fuera de la competición con marcador global de 4:2 a favor de Santa Fe.

### Primeros pasos
En diciembre de 2010 contratan como técnico a Germán "Basílico" González, quien trae un nuevo cuerpo técnico conformado por Arturo Boyacá y Óscar Gil como asistentes técnicos. Luego de pobres resultados, González deja la dirección técnica del club, y Óscar Gil asume el mando del equipo.
Gil asumió las riendas del club en la jornada 14 contra Estudiantes de Mérida FC en la cual consiguió la victoria 1:0 en el Estadio Metropolitano de Lara, seguidamente se enfrentó al Caroní FC ganando 0:3 en Cachamay, luego una derrota con Monagas SC como local 1:3 y finalmente logró terminar el torneo con 0:4 en juego disputado en Caracas. Anteriormente, ya había servido como técnico interino en la victoria ante Yaracuyanos FC por marcador de 1:4, lo que le brindó un esquivo primer triunfo al conjunto rojinegro.
Sin embargo, Gil decidió no seguir para la nueva temporada, aunque la Deportivo Lara no estaría mucho tiempo sin técnico, ya que el 3 de junio de 2011 el DT Eduardo Saragó firmó por tres temporadas con el club. Ese mismo día se realizó una rueda de prensa que inauguró la nueva sede del club. Además se inició un proyecto prometedor, ya que se tomó en cuenta a las divisiones inferiores, y se contrataron a jugadores experimentados como Miguel Mea Vitali, Edgar Pérez Greco, Rafael Castellín, David Mcintosh, Vicente Suanno, José Manuel Rey, Norman Baquero, Marcelo Maidana y Bladimir Morales para un proyecto a largo plazo.
Luego de una temporada de ensueño, el cuadro rojinegro logra hacerse campeón absoluto de la Primera División Venezolana 2011/12 al ganar de manera invicta el Torneo Apertura 2011, cuando en la penúltima jornada venció 5-1 a Mineros de Guayana, y ganando asimismo el Torneo Clausura 2012 al imponerse nuevamente a la Mineros de Guayana esta vez por marcador de 0-1 y siendo incluso rival directo. De esta manera, el ACD Lara cerró la temporada como el cuarto equipo en la historia del fútbol venezolano en ganar los dos torneos en una misma temporada (después de que lo lograra el Deportivo Táchira FC en la 1999/2000, el Caracas FC en la 2003/04 y el extinto Unión Atlético Maracaibo en la 2004/05) y primer equipo en lograrlo desde la expansión de equipos en el 2007 En la tabla acumulada tuvo 25 victorias, 8 empates y solo una derrota. Ello significaron 83 puntos, una cifra récord en el fútbol venezolano, además de obtener un cupo para la Copa Sudamericana 2012 y para la Copa Libertadores 2013.
Debido a inconvenientes familiares, Saragó decidió no continuar para el torneo siguiente, por lo cual la directiva le confió las riendas del rojinegro a Lenín Bastidas, asistente de Saragó, el 23 de diciembre de 2012 de esta forma se garantizaría la continuidad en el trabajo y proyecto a largo plazo del conjunto larense.

### Crisis económica y temporadas siguientes
A finales de la temporada 2011-2012 el club ha sufrido fuertes problemas monetarios ya que enfrentó una terrible crisis financiera que le hizo acumular una deuda de hasta 30 millones de bolívares, debido a la investigación que se abrió a Tracto América, empresa de Arid García propietario del club en ese momento y principal patrocinante del cuadro rojinegro bajo el cargo de ilícitos cambiarios; Tal situación dejó como consecuencia una deuda en sueldos y salarios de toda la institución ocasionando malestar general e incluso a la negativa de la plantilla de seguir participando en el Clausura 2013 si no se cancelaban los compromisos contractuales adquiridos.
A pesar de esto se llegó a un acuerdo y el equipo seguía disputando los partidos obteniendo resultados favorables, no obstante la deuda se siguió incrementando y la posibilidad de que el equipo desapareciera como lo hizo el otro club de la región Guaros FC era cada vez más real, lo que originó que el gobierno regional interviniera para solventar en primera forma parte de la deuda y así el conjunto crepuscular pudiera seguir participando en el torneo venezolano.
Gracias a la ayuda del gobierno larense se pudo solventar la deuda y el equipo pasó a ser en su mayoría propiedad de la Gobernación del Estado Lara.
Con nuevo dueño, hubo cambios en la directiva del cuadro crepuscular así como también movimientos en la dirección técnica debido a la marcha del timonel Eduardo Saragó para el torneo clausura.
La temporada transcurrió con altibajos, pero luego se empezó a encarrilar una buena racha de triunfos que lo dejó con opciones de pelear por el título hasta las últimas jornadas, sin embargo dicha lucha no rindió los frutos esperados aunque el equipo logró la clasificación para la Copa Sudamericana 2013.
En el inicio del Torneo Clausura 2013, de la mano de Énder Luzardo y su empresa "SóloDeportes", el ACD Lara solventó parte de sus deudas, poco a poco se han ido liquidando parte de las obligaciones para la recuperación de la institución que ha mejorado considerablemente la gestión de sus recursos.
En 2014, llegó Rafael Dudamel al banquillo larense luego de llevar a la selección Vinotinto Sub-17 al Mundial de Émiratos Árabes Unidos, allí, logró llevar al cuadro a dos series pre-sudamericana (2014 y 2015) y a la final de la Copa Venezuela 2015, donde quedó subcampeón y le otorgó una plaza a la Copa Sudamericana 2016.
Dudamel sería contratado por la Federación Venezolana de Fútbol para asumir el cargo de seleccionador Sub-20 en 2015 y tras un semestre donde dividió sus actividades, puso un paso al costado para el Torneo Apertura 2016. Asumió su asistente técnico, Alí Cañas, el cual no pudo mantener la regularidad de los resultados y fue despedido en julio de ese año.
Llegarían como una apuesta de la nueva junta directiva, que comandaría Jorge Giménez y en agosto compraría el paquete accionario del club crepuscular, Leonardo González y Pedro Vera, un cuerpo técnico con éxito comprobado, amén de sus tres Copas Venezuela obtenidas (una con Trujillanos y dos con el Deportivo La Guaira, verdugo del 'rojinegro' en la de 2015) y poco a poco irían estructurando una plantilla que devolvería al ACD Lara a los puestos de vanguardia de la Primera División de Venezuela, finalizarían cerca de acceder en el Torneo Clausura 2016 a la liguilla, tras un criterio de desempate que los desfavoreció ante Zulia, a la postre campeón de ese torneo y Deportivo Anzoátegui.
Para el Apertura 2017, comandarían la tabla de posiciones al arribar a la primera mitad del certamen, una vez llegada a esa etapa, el club vio como una caída estrepitosa lo relegó de la liguilla por tercer torneo consecutivo. Sin embargo, la confianza en González y Vera estaba a la vista y a su vez permitirían la llegada de varios jugadores, entre ellos Giácomo Di Giorgi y Jesús González, quienes venían de semestres discretos dos de los clubes más importantes del país, Caracas Fútbol Club y Deportivo Táchira.
Allí, para el Clausura 2017, la historia fue otra, una vez superada la mitad del torneo, el equipo barquisimetano volvería a encontrarse en la posición de vanguardia, pero a diferencia de la vez anterior, en esta el club logró consolidar el primer lugar y cerraría la fase regular del torneo ubicado en ese puesto. Enfrentaría al Zamora FC en primera instancia, el cual despacharía tras empatar a 1 en Barinas y golear 6-2 en el Metropolitano de Cabudare.
Correspondería en el turno a Monagas Sport Club, campeón del Apertura, tras caer en Maturín y en un juego no exento de polémicas, golearían en Cabudare 3-0 al elenco oriental para acceder a la final del torneo ante Mineros de Guayana.
En esa instancia, volverían a caer en el partido de ida, 1-0, y, como si se tratara de un guion similar, derrotarían en casa al equipo negriazul, eso sí, por marcador de 1-0, por lo que definirían todo desde el punto penal, donde derrotaron 4-3 a los guayaneses y se adjudicarían un 9 de diciembre de 2017, el Torneo Clausura, accediendo a la Copa Libertadores 2018.
Ya en la final por el título absoluto ante Monagas SC y con el recuerdo de la eliminatoria reciente, Lara arrancaría ganando en Maturín con gol de Jesús González, pero dicha ventaja se esfumaría en casa, tras caer 0-2 ante los orientales y cedió de esa forma la estrella, que fue a parar a las manos azulgranas

#### Suspensión de actividades y desafiliación
A comienzos de 2023 ya se dejaban ver los problemas institucionales y económicos del club, al cual en consecuencia no se le otorgó la licencia de clubes para poder participar en la Liga FUTVE 2023 debido a los mismos y deudas que arrastra de años anteriores entrando así en un parón de sus actividades deportivas y posterior desafiliación, oficializada por parte de la FVF el 15 de febrero de 2023.

### Nueva junta directiva e intento de regreso al fútbol profesional
Desde octubre de 2024 se mantuvieron reuniones entre distintos entes, tanto deportivos como gubernamentales, con el objetivo de devolver al ACD Lara al profesionalismo. El 12 de diciembre, se hizo el anuncio oficial en una rueda de prensa sobre el retorno del equipo crepuscular a la Liga FUTVE para la temporada 2025, la nueva junta directiva encabezada por el dirigente José Antonio Quintero afirmó que se trabajaba en los aspectos legales, administrativos y deportivos para obtener la licencia de clubes que le permita competir al club en los distintos torneos de la Liga FUTVE. Aunque no se aclaró en que categoría reaparecería el equipo, debido a que en el momento de la suspensión no se declaró la pérdida de categoría, se sostiene que su retorno podría ser en la máxima división. No obstante, la asociación no tiene fecha de regreso al fútbol profesional y actualmente sólo trabaja con categorías menores.

### Cambios de nombre
| Año  | Nombre                          |
| ---- | ------------------------------- |
| 2009 | Club Deportivo Lara             |
| 2012 | Asociación Civil Deportivo Lara |

## Datos del club
- Temporadas en 1.ª división: 14 (2009-2022)
- Temporadas invicto en casa: 2 (Primera División Venezolana 2009/10) y (Primera División Venezolana 2011/12)
- Mayor goleada en conseguida:
  - En campeonatos nacionales: 6-0 vs. Portuguesa FC (Primera División de Venezuela 2017)
  - En torneos internacionales: 2-0 vs.  Santa Fe (edición 2010)
- Mayor goleada recibida:
  - En campeonatos nacionales: 4-0 vs.  Zamora Fútbol Club (Final absoluta 2018 con global (5-1).)
  - En torneos internacionales: 2-7 vs.  Corinthians (edición 2018)
- Mayor cantidad de goles en un partido: 6-2 contra Zamora Fútbol Club (Torneo Clausura 2017)
- Mayor cantidad de goles recibidos en un partido: 2-4 contra Carabobo FC (Torneo Apertura 2014)
- Mayor cantidad de goles recibidos en un partido: 5-6 contra Carabobo FC (Copa Venezuela 2015 (Venezuela))
- Mejor puesto en el Torneo Apertura: 1° con 41 puntos (Torneo Apertura 2011)
- Mejor puesto en el Torneo Clausura: 1° con 42 puntos (Torneo Clausura 2012)
- Peor puesto en el Torneo Apertura: 13° con 16 puntos (Torneo Apertura 2010)
- Peor puesto en el Torneo Clausura: 12° con 23 puntos (Torneo Clausura 2011)
- Más goles convertidos en el Torneo Apertura: 39 (Torneo Apertura 2011)
- Más goles convertidos en el Torneo Clausura: 32 (Torneo Clausura 2012)
- Menos goles recibidos en el Torneo Apertura: 12 (Torneo Apertura 2011)
- Menos goles recibidos en el Torneo Clausura: 11 (Torneo Clausura 2017)
- Máxima asistencia de público: 43.000 personas vs Caracas FC, Apertura 2011
- Máximo goleador: Jesús Hernández con 41 goles.
- Jugador con más partidos disputados: Yúber Mosquera con 140 partidos.

## Participaciones internacionales
| Torneo                           | Ediciones                     |
| -------------------------------- | ----------------------------- |
| Copa Libertadores de América (5) | 2013, 2018, 2019, 2021, 2022. |
| Copa Sudamericana (5)            | 2010, 2012, 2013, 2016 y 2019 |

## Uniforme
- Uniforme titular: Camiseta roja y negra, pantalón blanco y medias blancas.
- Uniforme visitante: Camiseta blanca, franjas verticales rojas, pantalón negro y medias negras.
- Uniforme alternativo: Camiseta verde, franjas verticales blancas, pantalón negro y medias negras.

### Evolución del uniforme
| 2012-2013 | 2013-2015 | 2015-2017 | 2018- |

### Indumentaria
| Periodo   | Proveedor |
| --------- | --------- |
| 2009-2013 | Uhlsport  |
| 2013-2015 | Lotto     |
| 2015-2017 | Adidas    |
| 2018-2021 | Uhlsport  |
| 2022      | RS        |

## Instalaciones

### Estadio Principal
En sus inicios el equipo tuvo como primera sede el Estadio Farid Richa ubicado en la ciudad de Barquisimeto, Estado Lara, donde jugaron su primer torneo corto, el Apertura 2009 y el Clausura 2010. Este estadio está ubicado en el centro de la ciudad y cuenta con capacidad para 14.000 espectadores. Durante este período compartió estadio con el Unión Lara SC.
Para septiembre del 2018, específicamente en la jornada 9 del Torneo Clausura, el club regresa como local al Estadio Farid Richa donde jugaría hasta su desaparición.

### Estadio Alterno
El Estadio Metropolitano de Lara está ubicado en Cabudare, Estado Lara que forma parte del área metropolitana de Barquisimeto. Fue construido en 2006 por parte del Gobierno de Venezuela para la Copa América 2007 y tiene capacidad para aproximadamente 48.000 espectadores aunque su aforo máximo es de 49.000 espectadores.
A partir del Torneo Clausura 2010, específicamente en la Jornada 5, la ACD Lara se muda a Cabudare tomando el Metropolitano como su sede principal, en partido que enfrentó el equipo rojinegro al Caracas FC, recibiendo aproximadamente 10.000 espectadores. El estadio, ostenta el récord de mayor asistencia a un evento futbolístico en Venezuela, cuándo el 27 de noviembre de 2011 recibiera aproximadamente 43.000 espectadores para presenciar el partido de la ACD Lara contra el Caracas FC por el Torneo Apertura 2011.

### Sede de entrenamiento
Los entrenamientos y algunos partidos se realizan en el Centro de Entrenamiento Deportivo Samanes, ubicado en el sector Los Samanes, Municipio Peña, del vecino Estado Yaracuy.

## Fanaticada
Al ser un equipo irregular y relativamente joven en comparación al resto de los clubes de la Primera División de Venezuela, además de ser el único en su región, la ACD Lara no tenía rivalidades con ningún club ni fanaticada del país, no obstante parte de su fanaticada participó en actos de delincuencia, vandalismo y violencia que adquirieron notoriedad por la magnitud de hechos violentos dentro y fuera de los estadios. A raíz de estos eventos, la FVF sancionó al club y prohibió la entrada de su fanaticada a los distintos recintos deportivos temporalmente, por lo que el equipo tuvo que disputar algunos compromisos a puerta cerrada en reiteradas ocasiones.

## Distinciones individuales

#### Goleadores en campeonatos nacionales[22]
| Año       | Jugador          | Goles |
| --------- | ---------------- | ----- |
| 2011/2012 | Rafael Castellín | 21    |

#### Jugador del año
- Edgar Pérez Greco: (2011/12)

#### Técnico del año
- Eduardo Saragó: (2011/12)

#### Portero del año
- Alan Liebeskind: (2011/12)

#### Extranjero del año
- Zamir Valoyes: (2011/12)

#### Goleadores históricos
| Jugador           | Goles |
| ----------------- | ----- |
| Jesús Hernández   | 55    |
| Edgar Pérez Greco | 30    |
| Rafael Castellín  | 27    |
| Zamir Valoyes     | 25    |

## Otras secciones y filiales

### ACD Lara "B"
La Asociación Civil Deportivo Lara "B" fue el primer equipo filial de la ACD Lara. Fundado en el año 2009 y surgió con la idea de suministrar jugadores para la primera plantilla del club. Militaba en la Segunda División A de Venezuela, esto gracias a una invitación por parte de la Federación Venezolana de Fútbol por ser el equipo que más puntos acumuló en la tercera división.
La asociación fue subcampeona en el torneo Apertura 2009 de la tercera división venezolana 2009/10 tras caer en la final en la tanda de penales ante el Aragua FC "B", luego de igualar a cero tanto en la ida como en la vuelta.
Desde la primera crisis económica que vivió la asociación, la directiva se vio obligada a suprimir las filiales, por lo cual la ACD Lara "B" también desapareció.

## Palmarés

### Torneos nacionales
- Primera División de Venezuela (1): 2011-12
  - Torneo Apertura (1): 2011
  - Torneo Clausura (3): 2012, 2017 y 2018.

## Fútbol femenino
El equipo de fútbol femenino de la ACD Lara disputó la Liga Nacional de Fútbol de Venezuela desde la Temporada 2014/15. Y en su primera temporada lograron llegar hasta la semifinal del Torneo Apertura 2014-15 cayendo derrotado 4-1 por Estudiantes de Guárico.
- Liga Nacional de Fútbol de Venezuela (2): 2017 y 2022